# Peter S. Prescott
Peter Sherwin Prescott (* 15. Juli 1935 in New York; † 23. April 2004 ebenda) war ein amerikanischer Literaturkritiker. Von 1971 bis 1991 war er Chefrezensent von Newsweek.

## Leben und Werk
Er war der Sohn des Literaturkritikers Orville Prescott, des langjährigen Chefrezensenten der New York Times, und dessen Frau Lilias Ward-Smith Prescott. Nach dem Besuch des Eliteinternats Choate studierte er in Harvard sowie an der Sorbonne. Anschließend arbeitete er von 1958 bis 1967 als Lektor beim Verlag E. P. Dutton. Seine Laufbahn als Literaturkritiker begann er im Alter von 14 Jahren, als die New York Times seine Rezension eines Sachbuchs über Baseball druckte.
Ab 1964 veröffentlichte er regelmäßig Rezensionen für Women’ Wear Daily, wechselte 1968 auf Einladung von William Atwood zu Look und 1971 schließlich zu Newsweek, wo er bis zu seiner Pensionierung 1991 der leitende Literaturkritiker war. Neben seinen literaturkritischen Werken veröffentlichte er autobiographische Bücher über seine Zeit in Choate (A World of Our Own, 1970) und Harvard (A Darkening Green, 1974) sowie eine Reportage über den amerikanischen Jugendstrafvollzug (The Child Savers, 1981).
1978 wurde er mit dem George Polk Award in der Kategorie Literaturkritik ausgezeichnet.

## Werke (Auswahl)
- A World of Our Own: Notes on Life and Learning in a Boys’ Preparatory School. Coward, McCann & Geoghegan, New York 1970.
- Soundings: Encounters with Contemporary Books. Coward, McCann & Geoghegan, New York 1972.
- A Darkening Green: Notes from the Silent Generation. Coward, McCann & Geoghegan, New York 1974.
- The Child Savers: Juvenile Justice Observed. Alfred A. Knopf, New York 1981.
- Never in Doubt: Critical Essays on American Books, 1972–1985. New York, Arbor House 1985.
- Encounters with American Culture. 2 Bände. Transaction Publishers, Brunswick NJ 2006.